# Ferry megye
Ferry megye az Amerikai Egyesült Államokban, azon belül Washington államban található. Megyeszékhelye és legnagyobb városa Republic. Lakosainak száma 7178 fő (2020. április 1.).

## Szomszédos megyék
- Regional District of Kootenay Boundary (észak)
- Stevens megye (kelet)
- Lincoln megye (délnyugat)
- Okanogan megye (nyugat)

## Népesség
A megye népességének változása:
| Lakosok száma | 7549 | 7678 | 7706 | 7646 | 7582 | 7178 |
|               | 2010 | 2011 | 2012 | 2013 | 2015 | 2020 |